# Roberto Gomes Pedrosa
Roberto Gomes Pedrosa (* 8. Juli 1913 in Rio de Janeiro; † 6. Januar 1954 ebenda) war ein brasilianischer Fußballnationaltorhüter.

## Karriere
Pedrosa fing 1930 bereits als Siebzehnjähriger seine Laufbahn beim Botafogo FC aus Rio de Janeiro an. Aufgrund seiner guten Leistungen wurde er 1934 mit Nationalmannschaft zur Fußball-Weltmeisterschaft eingeladen. Nach seiner Reise zur WM und einer anschließenden umfangreichen Freundschaftsspieltour, wechselte der Spieler zum CA Estudante Paulista nach São Paulo. Nach weiteren zwei Jahren ging er zum FC São Paulo.
Für die Fußballnationalmannschaft von Brasilien bestritt er das Länderspiel bei der Fußball-Weltmeisterschaft 1934. Die Mannschaft verlor dieses einzige Spiel bei der WM mit 1:3 gegen Spanien und schied somit im Achtelfinale aus.
Offizielle Länderspiele
- 27. Mai 1934 gegen Spanien, Ergebnis: 1:3 (Fußball-Weltmeisterschaft 1934)
- 3. Juni 1934 gegen Jugoslawien, Ergebnis: 4:8 (Freundschaftsspiel)

Inoffizielle Länderspiele
- 8. Juni 1934 gegen Dinamo Zagreb, Ergebnis: 0:0
- 17. Juni 1934 gegen Katalanische Fußballauswahl, Ergebnis: 1:2
- 24. Juni 1934 gegen Katalanische Fußballauswahl, Ergebnis: 2:2
- 1. Juli 1934 gegen FC Barcelona, Ergebnis: 4:4
- 12. Juli 1934 gegen eine Auswahlmannschaft von Spielern des Belenenses Lissabon und Benfica Lissabon, Ergebnis: 4:2
- 15. Juli 1934 gegen Sporting Lissabon, Ergebnis: 6:1
- 22. Juli 1934 gegen FC Porto, Ergebnis: 0:0
- 7. September 1934 gegen Galícia EC, Ergebnis: 10:4
- 9. September 1934 gegen CA Ypiranga, Ergebnis: 5:1
- 13. September 1934 gegen EC Vitória, Ergebnis: 2:1
- 16. September 1934 gegen EC Bahia, Ergebnis: 8:1
- 20. September 1934 gegen eine Auswahlmannschaft von Bahia, Ergebnis: 2:1
- 27. September 1934 gegen Sport Recife, Ergebnis: 5:4
- 30. September 1934 gegen Santa Cruz FC, Ergebnis: 3:1
- 4. Oktober 1934 gegen Náutico Capibaribe, Ergebnis: 8:3
- 7. Oktober 1934 gegen eine Auswahlmannschaft von Pernambuco, Ergebnis: 5:3
- 10. Oktober 1934 gegen Santa Cruz FC, Ergebnis: 2:3
- 13. Oktober 1934 gegen EC Bahia, Ergebnis: 5:1

## Erfolge
Botafogo
- Staatsmeisterschaft von Rio de Janeiro: 1932, 1933, 1934

## Trivia
Sofort im Anschluss an seine Profilaufbahn wurde er 1940 zum Direktor des FC São Paulo gewählt. Im Jahr dann 1941 wurde er zum Direktor der Abteilung für Fußball ernannt und ein Jahr später zum Ehrenmitgliedschaft ernannt. 1946 wurde Pedrosa zum Vorsitzenden des FC São Paulo gewählt. Eine Position, die er bis zu seinem Tode 1954 innehatte.
Neben der Vereinsarbeit war Pedrosa auch auf Verbandsebene tätig. Im Jahr 1943 wurde er zum Direktor der Technischen Abteilung des Fußballverbandes von São Paulo dem Federação Paulista de Futebol (FPF) ernannt. 1944 war er als Generalsekretär der FPF und im Jahr 1945 gewähltes Mitglied des Regional Sports Council. Im Jahr 1947 wurde er zum Präsidenten des Fußballverbandes von São Paulo gewählt.
Pedrosas Leiche wurde von seinem Dienstmädchen in seiner Wohnung gefunden. Am Tag zuvor hatte sie nicht bemerkt, dass er bereits tot war, da sie gedacht hatte, dass er schlief. Laut der Zeitung Folha da Manhã erlitt er im Badezimmer einen Zusammenbruch, und nachdem er gestürzt war und dabei die Toilette kaputt gemacht hatte, hätte er es geschafft, aufzustehen und in sein Bett zu gehen. Die Autopsie ergab den Tod durch Vergiftung.
Nach ihm benannt fand von 1967 bis 1970 das Turnier „Torneio Roberto Gomes Pedrosa“ statt. Für den Praça Roberto Gomes Pedrosa (Roberto Gomes Pedrosa Platz) am Estádio do Morumbi ist Pedrosa ebenfalls der Namensgeber.